# زندگی‌های کاغذی
زندگی‌های کاغذی (به ترکی استانبولی: Kağıttan Hayatlar) فیلمی در ژانر درام ساخت ترکیه محصول سال ۲۰۲۱ به کارگردانی جان اولکای و نویسندگی ارکان مهمت اردم است. چاغاتای اولوسوی، امیر‌علی دوغرول، ارسین آریجی، تورگای تانولکو و سلن اوزتورک در این فیلم به ایفای نقش پرداخته‌اند. این فیلم برای اولین‌بار در نتفلیکس در ۱۲ مارس ۲۰۲۱ پخش شد.

## خلاصۀ داستان
در یکی از محله‌های فقیرنشین استانبول، یک زباله جمع‌کن مهربان به نام مهمت (چاغاتای اولوسوی)، که پس از بی‌خانمان شدن برای بسیاری از کودکان بی‌خانمان در آن منطقه جای امن و مناسبی فراهم می‌کند، پسربچه‌ای هشت ساله را پیدا می‌کند که در کیسه‌زباله همکارش پنهان شده است. مهمت قول می‌دهد که به آن پسر را با خانواده‌اش برساند.

## بازیگران و شخصیت‌ها
- چاغاتای اولوسوی در نقش مهمت
- امیر‌علی دوغرول در نقش علی
- ارسین آریجی در نقش گونزالس
- تورگای تانولکو در نقش تحسین
- سلن اوزتورک

## بازخورد منتقدان
به گفته جان سربا از نیویورک پست، فیلم "با قدرت شروع می‌شود، به خوبی ادامه می‌یابد، سپس در پایان به شدت شما را شوکه می‌کند".